# Leopold Rodés i Castañé
Leopold Rodés i Castañé   (Barcelona, 14 de maig de 1935 - Aiguaviva, 8 de juliol de 2015) fou un empresari, advocat i mecenes català. Va tenir un paper determinant en la candidatura i preparació dels Jocs Olímpics de 1992, així com va estar implicat en el món artístic i cultural, sobretot amb la Fundació MACBA, de la qual va ser fundador i president. També va destacar com a mecenes en l'àmbit de la música, ja que va ser patró i membre de la comissió executiva de la Fundació del Gran Teatre del Liceu i de la Fundació Orfeó Català – Palau de la Música. Rodés era president de l'empresa de comunicació Havas Media i membre del consell d'administració de diverses empreses. Va rebre la Creu de Sant Jordi el 1999

## Biografia
Estudià dret a la Universitat de Barcelona i el 1989 formà part del consell d'administració de Sogecable. Ha estat director de l'empresa Gestora de Viviendas i president de l'Institut de l'Empresa Familiar, format per cent de les empreses més importants d'Espanya. Entre el 1964 i el 1974 formà part dels consells d'administració del Banco Central a Catalunya, del Banco Vitalicio i de Ferrocarrils de Catalunya, del 1975 al 1978 fou vicepresident del Banco de Progreso, del 1988 al 2004, vicepresident del Banco Urquijo i fins al 2013 fou membre del consell d'administració de La Caixa.
Des del seu càrrec fou un dels promotors dels Jocs Olímpics d'Estiu 1992 celebrats a Barcelona, raó per la qual el 1999 va rebre la Creu de Sant Jordi. Entre altres càrrecs, fou president de la Mútua Asepeyo, Invermay Simcav, S. A., Fundació MACBA, president del Patronat de la Universitat Ramon Llull, vicepresident del Reial Automòbil Club de Catalunya (RACC), membre del Consell de Mecenatge del Gran Teatre del Liceu, de la Comissió Executiva de la Fundació de l'Orfeó Català/Palau de la Música Catalana i del Consell del Foro Iberoamérica. També fou patró de la Fundació Princesa de Girona.
Leopoldo Rodés va estar casat amb Isabel Vilà Huarte (fins a la seva mort l'any 2000), amb qui va tenir cinc fills: Ferran Rodés i Vilà (1960), Alfons (1961), Cristina (1962), Alícia (1964) i Gonçal (1965). Posteriorment es casà amb Ainhoa Grandes Massa. El 8 de juliol de 2015 va morir en un accident de trànsit a l'AP-7, en xocar el cotxe en què anava de copilot contra un camió al terme d'Aiguaviva.